# Гвідонова рука

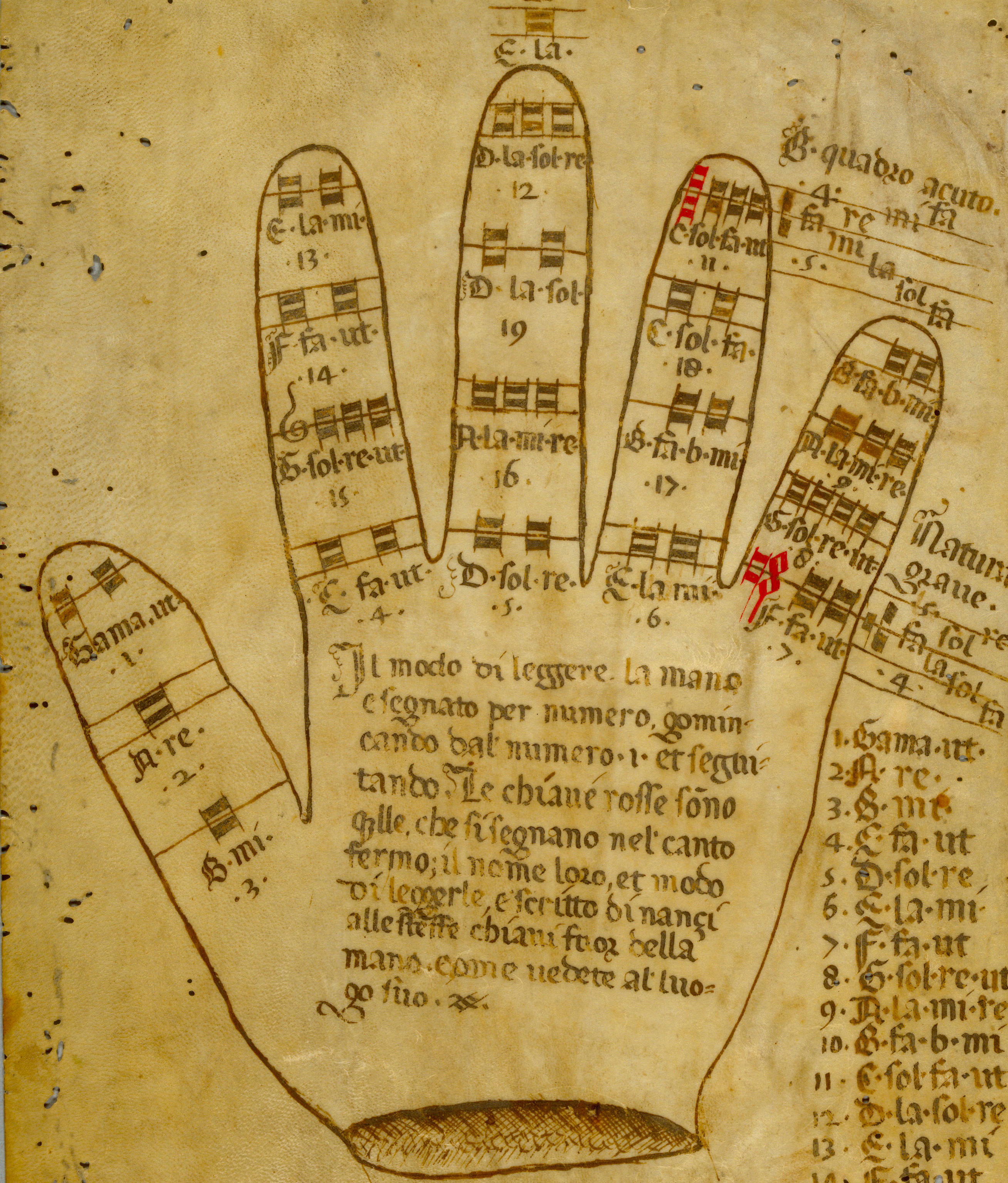
Гвідонова рука. Мініатюра з мантуанського рукопису кінця XV століття

Гвідонова рука (лат. manus Guidonis) в музичній педагогіці Середньовіччя та Відродження — наочний посібник для практичної сольмізації церковних розспівів. Термін названий на чести італійського музичного теоретика Гвідо Аретинського та використовує літерні (ABCDEFG) і складові (ut re mi fa sol la) маркери ступенів, що лежить в основі західноєвропейської середньовічної музики, міксодіатонічного звукоряду, які були введені ним в теорії і зарекомендували себе на практиці як засіб для швидкого і правильного вивчення незнайомих мелодій.

## Опис
Кожна зі ступенів звукоряду, у гексахордовій системі Гвідо маркується як поєднання буквеного «клавіса» (наприклад, C) і складових «воксів» (наприклад, fa-ut), представляється розташованою на суглобі або на кінці пальця лівої руки («локус» C-fa-ut). Ступені (локуси) висхідного звукоряду розташовуються по спіралі проти годинникової стрілки:
Керуючи співом церковного хору (ансамблю), магістр показує пальцем правої руки на той чи інший суглоб (або кінчик пальця) на долоні лівої руки, а співак, обізнаний в інтервальних співвідношеннях у Гвідоновому звукоряді, орієнтуючись на цей жест, інтонує потрібний інтервал (при цьому співак може навіть не знати нот та не володіти нотною грамотою).
Хоча в жодному з автентичних трактатів Гвідо опису руки немає, музичні теоретики та історики (починаючи з Сіжбера із Жамблу, у хроніці, написаній близько 1110 році) приписували руку Гвідо Аретинському, маючи на увазі, ймовірно, не підготовку посібника як такого, а музично-теоретичну систему, на якій цей посібник базується.
| Сучасна нотація | Середньовічна нотація | Видозміни   | Видозміни | Видозміни | Видозміни | Видозміни | Видозміни | Видозміни |  |
| --------------- | --------------------- | ----------- | --------- | --------- | --------- | --------- | --------- | --------- |  |
| Сучасна нотація | Середньовічна нотація | 1           | 2         | 3         | 4         | 5         | 6         | 7         |  |
| Сучасна нотація | Середньовічна нотація | Сольмізація |           |           |           |           |           |           |  |
| e″              | ee                    |             |           |           |           |           |           | la        |  |
| d″              | dd                    |             |           |           |           |           | la        | sol       |  |
| c″              | cc                    |             |           |           |           |           | sol       | fa        |  |
| b′              | ♮                     |             |           |           |           |           |           | mi        |  |
| b♭′             | ♭                     |             |           |           |           |           | fa        |           |  |
| a′              | aa                    |             |           |           |           | la        | mi        | re        |  |
| g′              | g                     |             |           |           |           | sol       | re        | ut        |  |
| f′              | f                     |             |           |           |           | fa        | ut        |           |  |
| e′              | e                     |             |           |           | la        | mi        |           |           |  |
| d′              | d                     |             |           | la        | sol       | re        |           |           |  |
| c′              | c                     |             |           | sol       | fa        | ut        |           |           |  |
| b               | ♮                     |             |           |           | mi        |           |           |           |  |
| b♭              | ♭                     |             |           | fa        |           |           |           |           |  |
| a               | a                     |             | la        | mi        | re        |           |           |           |  |
| g               | G                     |             | sol       | re        | ut        |           |           |           |  |
| f               | F                     |             | fa        | ut        |           |           |           |           |  |
| e               | E                     | la          | mi        |           |           |           |           |           |  |
| d               | D                     | sol         | re        |           |           |           |           |           |  |
| c               | C                     | fa          | ut        |           |           |           |           |           |  |
| B               | B                     | mi          |           |           |           |           |           |           |  |
| A               | A                     | re          |           |           |           |           |           |           |  |
| G               | Γ                     | ut          |           |           |           |           |           |           |  |